# Ministerium für Wohnungsbau und Raumentwicklung Luxemburg

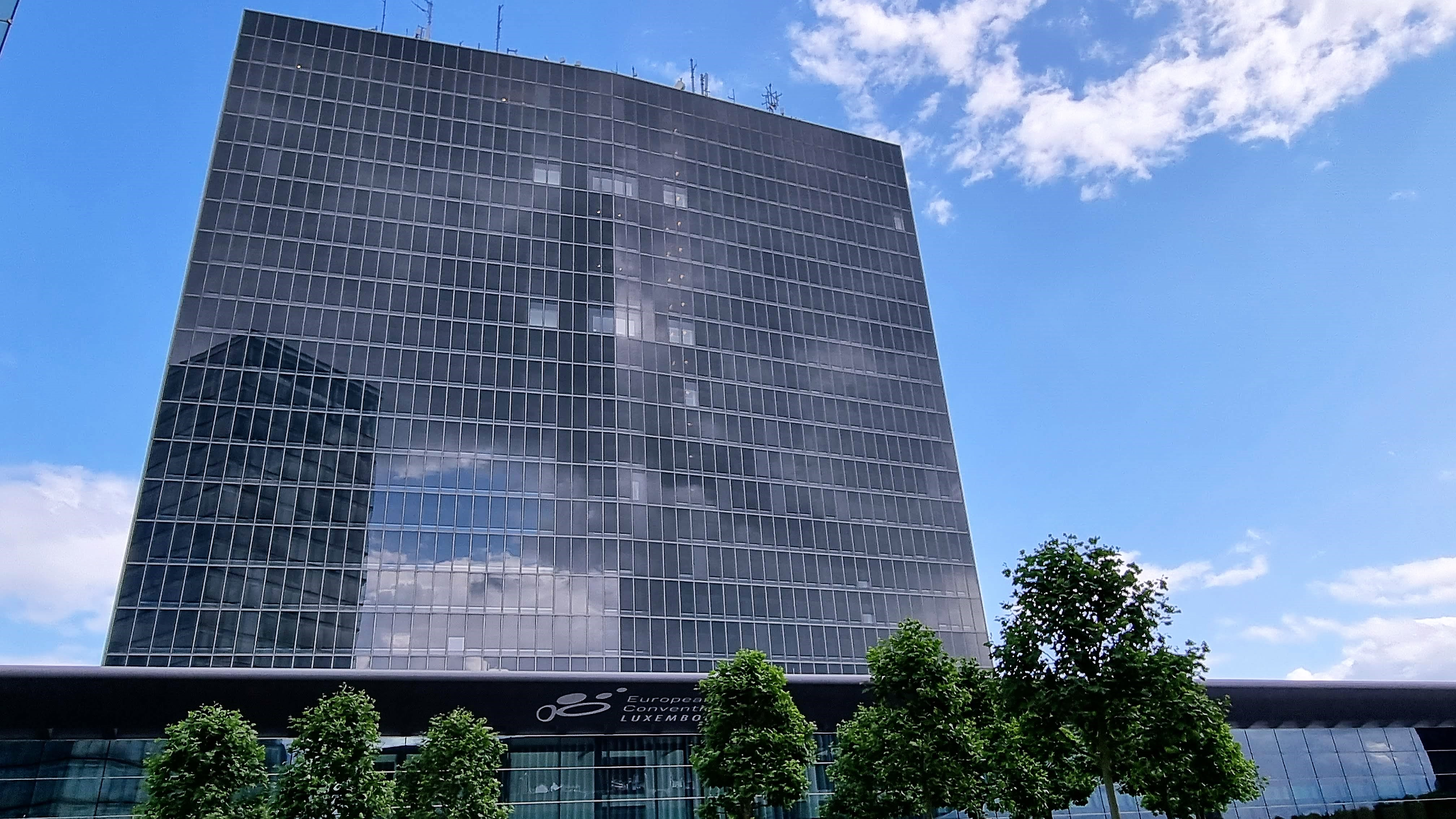
Sitz des Ministeriums im Bâtiment Tour Alcide de Gasperi

Das Ministerium für Wohnungsbau und Raumentwicklung (Ministère du Logement et de l'Aménagement du territoire) ist das für die Wohnungsbaupolitik im Großherzogtum Luxemburg zuständige Ministerium.

## Kompetenzen
Die Kompetenz des Ministeriums sind mittels großherzoglichen Beschluss vom 28. Mai 2019 festgelegt.

### Dazu gehört
- Ausstellung des Sektorplans[2] für den Wohnungsbau
- der Wohnungspakt
- Gesetzgebung zu Mietverträgen
- Bau kostengünstiger Wohnanlagen / Wohnbeihilfen
- Soziale Angelegenheiten
- staatliche und kommunale Zuständigkeit im Wohnungsbau

### Einrichtungen unter Aufsicht des Ministeriums
- Beobachtungsstelle Wohnraum (Observatoire de l'habitat)
- Fonds du Logement
- Société nationale des habitations à bon marché (SNHBM)

## Liste der Minister
- 31/07/2004 bis 23/07/2009: Fernand Boden (CSV)
- 23/07/2009 bis 04/12/2013: Marco Schank (CSV)
- 04/12/2013 bis 18/12/2015: Maggy Nagel (DP)
- 18/12/2015 bis 05/12/2018: Marc Hansen (DP)
- 05/12/2018 bis 17/11/2023: Henri Kox (déi Gréng)
- 17/11/2023 bis heute: Claude Meisch (DP)